# لين دان
لين دان (بالصينية: 林丹) وهو لاعب بادمنتون (تنس ريشة) صيني ولد في يوم 14 أكتوبر 1983 في مدينة لونغيان في فوجيان في الصين، أحرز هذا اللاعب العديد من الألقاب منها الميدالية الذهبية في أولمبياد بكين 2008 وأولمبياد لندن 2012 وأحرز الميدالية الذهبية في 5 بطولات للعالم و مدالية فضية واحدة إضافة لإحرازة كأس العالم و كأس توماس و كأس سودرمان والألعاب الآسيوية وبطولة آسيا و ألعاب شرق آسيا وبطولة آسيا للشباب.

## روابط خارجية
- لين دان على موقع BWF.tournamentsoftware.com (الإنجليزية)
- لين دان على موقع BWFbadminton.com (الإنجليزية)
- لين دان على موقع اللجنة الأولمبية الدولية (الإنجليزية)
- لين دان على موقع أوليمبيديا (الإنجليزية)
- لين دان على موقع اللجنة الأولمبية الصينية (الإنجليزية)